# Římskokatolická farnost Čečelice
Římskokatolická farnost Čečelice (lat. Czeczelicium) je církevní správní jednotka sdružující římské katolíky na území obce Čečelice a v jejím okolí. Organizačně spadá do mladoboleslavského vikariátu, který je jedním z 10 vikariátů litoměřické diecéze. Centrem farnosti je kostel svatého Havla v Čečelicích.

## Historie farnosti
Středověká farnost (plebánie) v Čečelicích je prvně připomínána v roce 1369. Již od roku 1384 je uváděn čečelický kostel jako farní. V průběhu husitských válkek se ocitla bez faráře a byla přičleněna k Liblicím. Za třicetileté války byly Čečelice spravovány z Kostelce nad Labem. Pak asi opět z Liblic. Duchovní je uváděn jako administrátor farnosti. Farní knihy uvádějí jména misionářů, kteří v Čečelicích působili. Byli to od roku 1650 kapucíni: P. Samuel z Pilsenburgu, dále P. Ivan a od roku 1660 P. Anastazius. Po něm od roku 1671 v Čečelicích přisluhoval R.D. Housenka z Liblic. V témže roku dostal kostel vlastního kněze přičiněním Antonie hraběnky Černínové z Chudenic rozené z Kuenburka, paní panství Mělnického. Dále zde až do roku 1832 způsobili administrátoři počínaje Prokopem Spanerem a konče Antonínem Turnovským. Původně gotický kostel byl přebudován barokně v letech 1694–1711 dle návrhu Marka Antonia Canevalleho. Z původní gotické stavby zůstala stát pouze hranolová věž. Matriky jsou v místě zachovány od roku 1729.

Od roku 1832 byl v Čečelicích ustanoven na místo dosavadních administrátorů první farář. Byl jím Josef Vincenc Aust, který působil v Čečelicích od roku 1832 do roku 1848. V roce 1843 vykonal pouť od Říma a přivezl mnoho ostatků svatých do čečelického chrámu a do mnoha okolních kostelů. Při této příležitosti se konala procesí do Čečelic. Zásluhou tohoto kněze se zachoval až do 21. století Seznam křížů a kaplí ve farní osadě Čečelské, který vypracoval k datu 22. listopadu 1835. V roce 1836 byl zřízen nový hřbitov a v roce 1840 byla dostavěna nová budova fary.
Po prvním faráři nastoupil Jan Teodor Vorš, čestný děkan a farář v Čečelicích a jeden za zakladatelů Matice české. Narodil se 19. prosince 1801, na kněze byl svěcen 4. září 1827 a zemřel v Čečelicích 12. května 1872 o ranních bohoslužbách při pozdvihování. Na čečelické faře působil 24 let a je pohřben na místním hřbitově. Do Čečelic na faru přišel v roce 1848 a před tímto datem se zúčastňoval obrozeneckého hnutí. Spolu s Františkem Palackým v roce 1831 založil spolek Matice česká, který se podílel na vydávání vědeckých spisů vydávaný ČCM, např. Staročeskou bibliotéku, Novočeskou bibliotéku, Bibliotéku klasiků a Malou encyklopedii nauk. Tento spolek byl pobočným ústavem Muzea království českého a zanikl po sto letech v roce 1949. Za působení J. T. Vorše v roce 1856 byly na náklad čečelického kostela zřízeny nové venkovní dveře do sakristie. Pro kostelní slavnosti byl 25. května 1862 zakoupen obecním zastupitelstvem „moždýř“ ke střelbě při kostelních slavnostech za 3 zl. 50 kr. 16. července 1863 byl za přispění děkana Vorše „zeštafírován“ (vyzdoben) hlavní oltář sv. Havla na náklad zádušní kasy a celý kostel byl vybílen. Štafírníkem byl pan Dvořák z Mladé Boleslavi. 10. června 1869 do kostela přijel biskup z Litoměřic Augustin Wahala a biřmoval zde 230 biřmovanců. V roce 1871 byla do kostela instalována křížová cesta se čtrnácti zastaveními v ceně 153 zlatých na náklad nejmenovaných sousedů, přičemž do obecní kroniky zaznamenal 14. dubna 1889 A. Majzler, že těmito „sousedy“ byli František a Jan Dvořákovi.

Po Voršovi nastoupil do Čečelic 8. srpna 1872 jako farář Petr Strnad. Do té doby způsobil v roce 1842 na Vysoké, dále 8 let na Mělníku, poté v Chorušicích a od roku 1856 v Záboří. Za jeho působení byla na farní zahradě postavena nová farní stodola. V červnu 1878 byla provedena oprava kostelní věže a uvnitř byl kostel vybílen. V roce 1881 byla jeho zásluhou provedena oprava oltáře a hrobu Pánů z milodarů v ceně 1316 zl. 30 kr. Opravu a „štafírování“ provedl umělec Nývlt z Prahy. 30. května 1880 proběhlo ve farnosti biřmování litoměřickým biskupem Antonínem Frindem. 10. srpna 1882 byly zakoupeny nové varhany na náklad zádušní pokladny od varhanáře z České Lípy v ceně 850 zlatých. Pražský umělecký malíř Anjelo vyčistil obraz sv. Havla. V roce 1886 dostal farář Strnad Pochvalné uznání od litoměřického biskupa Emanuela Schöbela. Zesnul 25. listopadu 1889 a byl pochován na místním hřbitově.

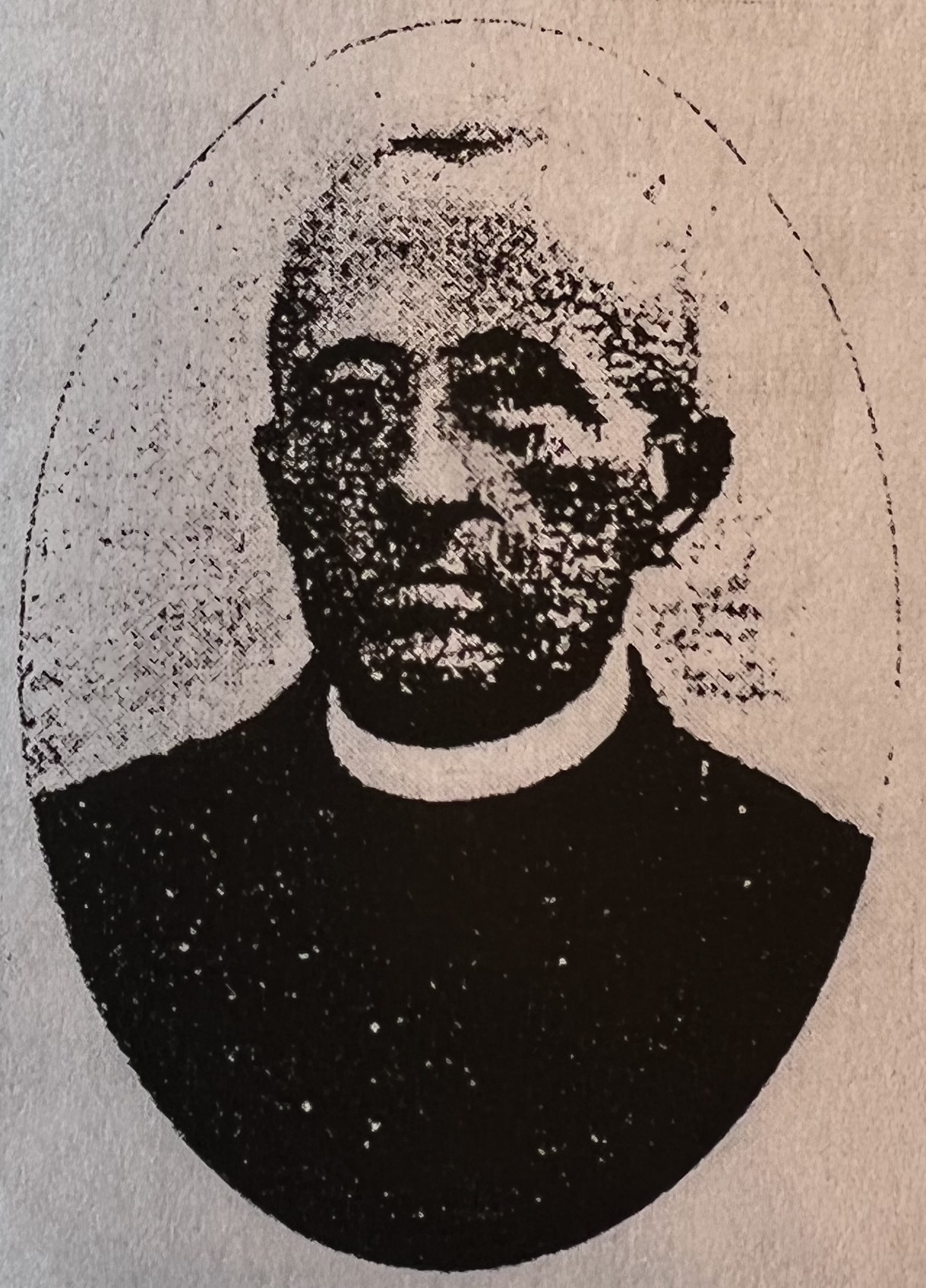
Václav Zborník, 1890–1904

Od 17. dubna 1890 se novým farářem stal Václav Zborník. Narodil se v roce 1844 a do Čečelic nastoupil ve 46 letech věku. Byl velmi aktivní v rámci obce při výstavbě nové školní budovy, zakládání Spořitelního a záložního spolku Kampelička. 1. listopadu 1890 proběhlo biřmování za účasti litoměřického biskupa Schöbela a byl zřízen nový vchod do kostela proti faře. Dříve byl proti železnému kříži. Starý vchod byl zazděn. V roce 1901 se stal 1. starostou Kampeličky v Čečelicích. 3. července 1903 po 13 letech služby v Čečelicích ve věku 59 let zemřel a byl pohřben na místním hřbitově.

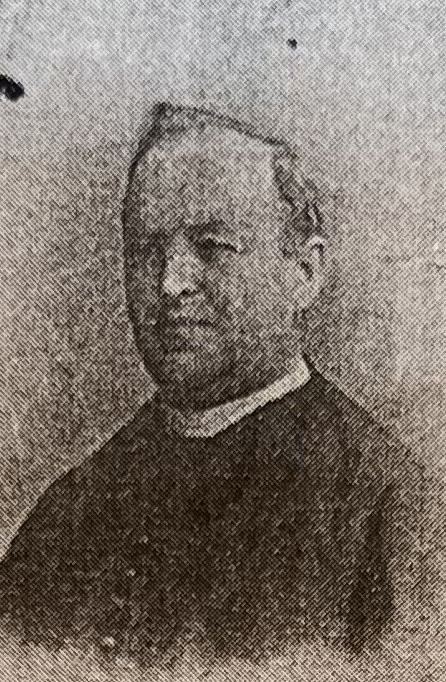
Ludvík Seyvalter, 1904–1914

Jeho nástupcem se stal Ludvík Seyvalter. V Čečelicích působil v letech 1903–1912 a za jeho působnosti došlo k velké úpravě interiéru kostela v roce 1904. Tehdy byl kostel vymalován v románském (beuronském) slohu. Výmalbu provedla firma Václava Gottlieba z Prahy, malíři Jan Gottlieb, Václav Ledecký a akademický malíř Vincenc Gottlieb. Za oltář sv. Rocha byla pak umístěna pamětní listina těchto malířů. Malba stála 1120 korun. Při malbě byl opraven hlavní oltář, byly zde instalovány nové obrazy a sochy. V roce 1904 zde proběhlo další biřmování za účasti biskupa Kásla. Dostavil se i kníže Jiří Kristián z Lobkovic. V roce 1912 se Seyvalter před svým odchodem z Čečelic zasloužil o rozšíření hřbitova (východní strana) s novou obvodovou zdí a o výstavbu márnice s věžičkou. Ze zdravotních důvodů byl předčasně pensionován a odešel do Prahy, kde na přání své osleplé matky se zasloužil založení Útulny pro slepé dívky na Kampě. V Čečelicích působil 9 let do roku 1912 a zemřel v 61 letech dne 26. prosince 1918. Pohřben byl v Brandýse nad Labem. Po odchodu Ludvíka Seyvaltera v roce 1912 působil v Čečelicích jako administrátor Jindřich Egrt do 30. května 1913. Ve škole v Čečelicích v té době vyučoval náboženství Jaroslav Šorejs, kaplan z Liblic, který odešel v témže roce do Bělé.
1. června 1913 nastoupili na farářské místo v Čečelicích František Šimůnek. Narodil se 30. května 1851 ve Studcích na okrese Nymburk. Studoval gymnázium v Mladé Boleslavi a v Jičíně. Kněžský seminář absolvoval v Litoměřicích. Na kněze byl vysvěcen 18. června 1875. Poté působil na různých místech. Nejprve jako kaplan na Řepíně 1875–1880, dále v Chorušicích; jako administrátor v Záboří. V letech 1884–1886 byl špitálním kaplenm v Čížové u Písku. V letech 1895–1913 byl farářem ve Vysokém u Mělníka. Do Čečelic přijel 1. června 1913. Působil zde tři roky a 27. října 1916 v Čečelicích ve věku 65 let zemřel. Asi čtrnáct dní před smrtí ho v Čečelicích zastupoval František Srnka. Šimůnkovým přáním bylo být pochován ve Vysokém u Mělníka, takže po smutečních obřadech v Čečelicích byly jeho ostatky převezeny do Vysokého u Mělníka, kde byl pochován.
Krátce po smrti Šimůnka v Čečelicích působil kaplan Josef Lidický, který se narodil 9. prosince 1882 v Chrastinách u Písku. Vystudoval gymnázium v Písku a stal se kaplanem v Držkově a později v Čečelicích, odkud 28. února 1917 odešel do Záboří.
Dalším farářem v Čečelicích byl Pavel Mudroch. Narodil se 10. října 1868 v Bratonicích na okrese Nové Benátky. V Litoměřicích studoval tři roky a čtvrtý rok na Bohoslovecké fakultě UK v Praze. Na kněze byl vysvěcen 30. září 1894 a byl ustanoven jako kaplan do Rožďalovic. Do Čečelic přišel v roce 1917 a setrval zde až do roku 1926, kdy odešel do Chorušic, kde v roce 1946 zemřel. V době kdy působil na faře byly zrekvírovány pro válečné účely památné zvony Burian a Poledník. V roce 1921 oslavil 200leté výročí zřízení farní správy v Čečelicích. Ve 20. letech 20. století docházelo mezi jím a představiteli obce ke sporům, které vyústily v to, že v roce 1926 odešel do Chorušic a nakrátko byl do Čečelic na opuštěnou faru jmenován Alois Šulc, farář z Liblic.

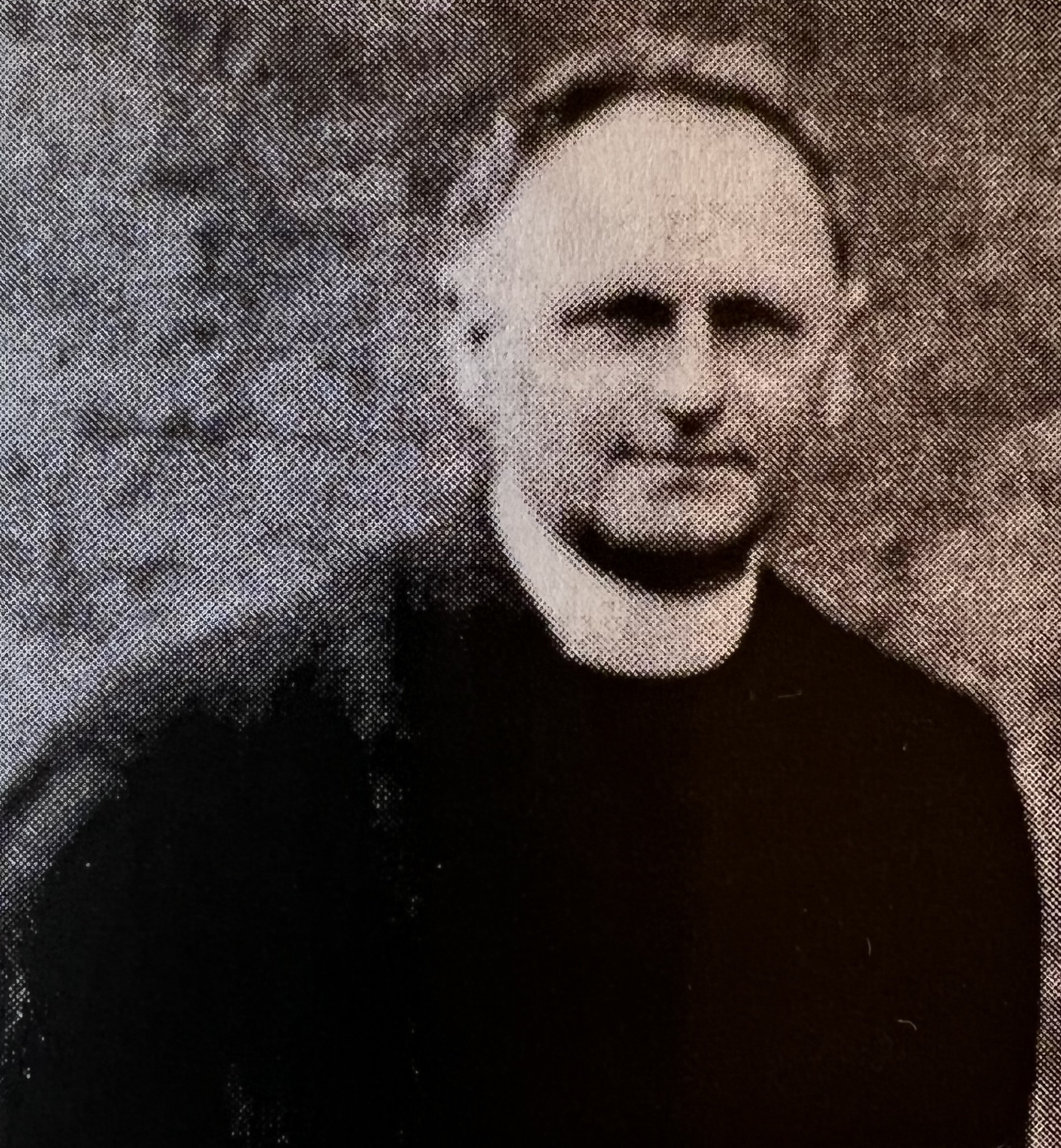
Karel Kytýr, 1928–1953

Po tomto krátkém období nastoupil do Čečelic Karel Kytýr. Narodil se 15. dubna 1879 v Jankově. V Litoměřicích studoval kněžský seminář a na kněze byl vysvěcen 16. července 1905. Do Čečelic na faru přišel z Hořína v roce 1927 a působil zde v kněžské službě 26 let až do roku 1953. Za jeho působení nechala hřbitovní komise v roce 1928 opravit a oplechovat zvoničku a přestavět kříž ze starého hřbitova doprostřed novějšího hřbitova. Jednalo se o kříž, který byl hřbitovu věnován rodinou Prchlých z čp. 24 v roce 1836. V roce 1932 byla provedena oprava průčelí kostela. Práce prováděl tesař Josef Krupička z Čečelic a zednický mistr Jaroslav Vais. Podle zápisů na podezdění základů průčelí zdi bylo potřeba 10 tisíc cihel a 50 metrických centrů cementu. Oprava stála 11 tisíc korun. Oprava střechy, věže a farní budovy prováděná v letech 1928–1934 činila 53 tisíc korun. Kronikář obce Josef Jelínek zaznamenal, že úhrada oprav kostela a fary byla z výnosu svého jmění spravovaného patronem chrámu Ing. Miroslavem Vaňkem, který byl majitelem zbytkového statku v Byšicích. Předchozím patronem čečelického chrámu byl po mnoho let rod Lobkoviců. V prosinci 1935 se začalo pracovat v kostele na instalaci elektrického osvětlení, a to i oltáře a stropu. Náklady hradila z větší části Marie Hlavenská z čp. 37 a práce prováděla firma Čumrda z Kostelce nad Labem. Jednalo se celkově o 8 tisíc korun. Kytýr působil v Čečelicích až do propuknutí nemoci, kdy pak odešel ze zdravotních důvodů z fary. Zemřel 25. ledna 1960.

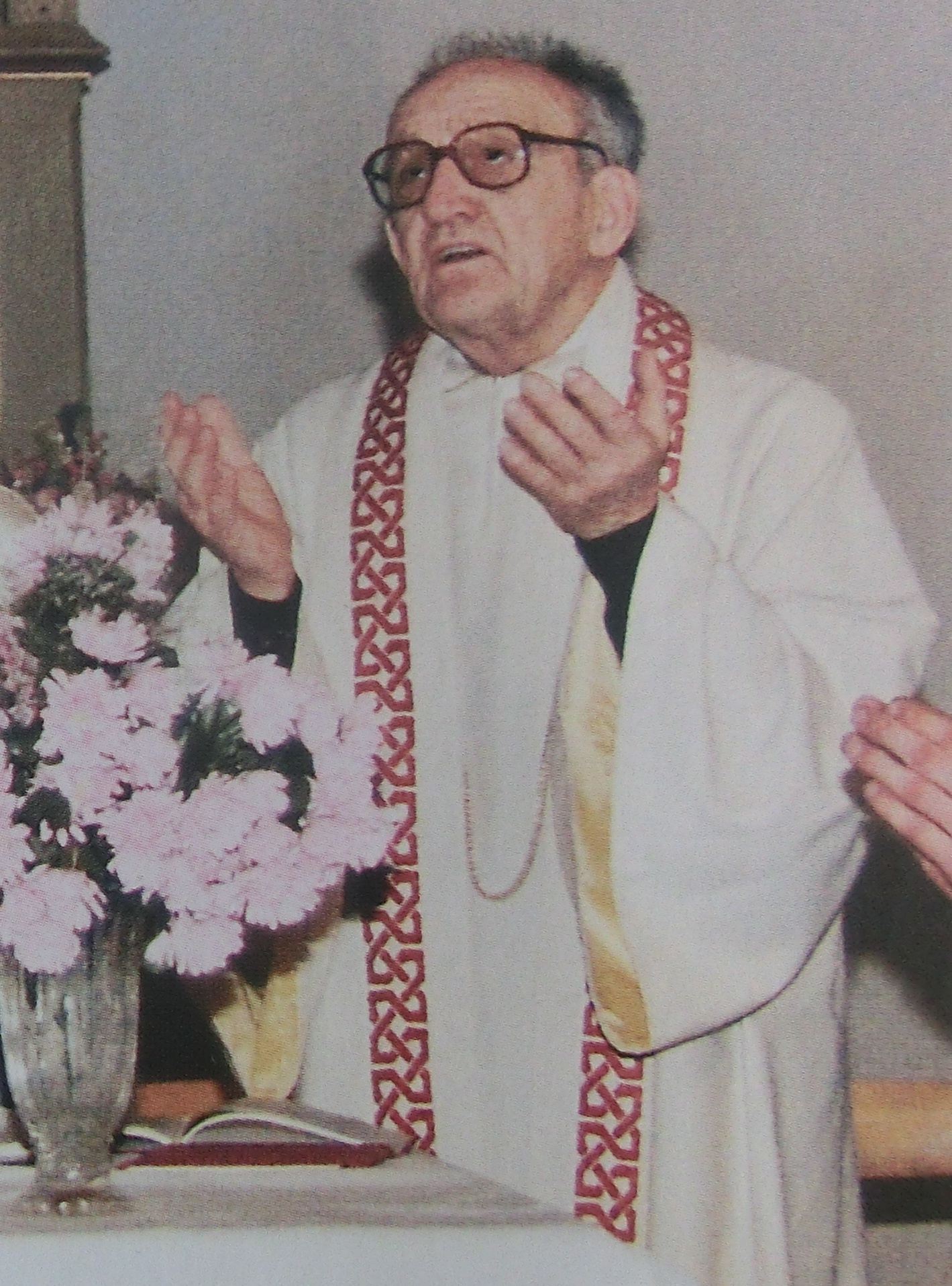
Hermann Schmid, 1954–1995

Od 7. srpna 1953 se stal administrátorem farnosti František Vaněk, který ji spravoval ze Všetat (ve 21. stol. se jedná o farnost Stará Boleslav) a od 1. listopadu 1954 nastoupil JUDr. Hermann Schmid.
JUDr. Hermann Schmid se narodil 28. července 1907 v Nových Zákupech. Po právnických studiích a praxi ve státní správě vystudoval teologii v innsbruckém Canisianu. Dále studoval v Praze a v Litoměřicích, kde 31. května 1942 přijal kněžské svěcení. Jako kněz působil na mnoha místech a v Čečelicích působil 40 let až do své smrti. Vedle svých kněžských povinností v Čečelicích pomáhal bohoslovcům, řádovým sestrám a kněžím v Litoměřicích jako jejich zpovědník, duchovní vůdce a excercitátor. Litoměřický biskup Josef Koukl jej jmenoval osobním arciděkanem a papež Jan Pavel II. jej jmenoval prelátem Jeho Svatosti. V Čečelicích byl jmenován v roce 1992 čestným občanem za dlouholeté osobní zásluhy o duchovní život čečelických občanů a péči o farnost a kostel. Zemřel 10. prosince 1994 a po posledním rozloučení v Čečelicích byly jeho ostatky převezeny do litoměřické katedrály a poté uloženy na městský hřbitov v Litoměřicích.

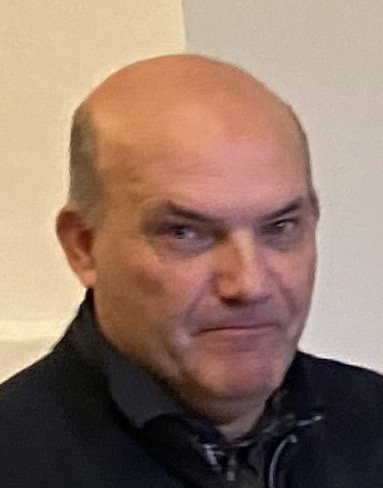
Leopold Paseka, od r. 1999

Za dlouholetého působení Hermanna Schmida došlo ke značným úpravám a opravám jak fary, tak především kostela. Jedna z oprav proběhla v roce 1976 na základě přípisu Střediska památkové péče z 2. července 1976. V dalších letech docházelo průběžně k opravám, na kterých se podíleli i řemeslníci z místní obce. Generální opravy hospodářských budov fary, střechy fary, střechy kostela, jeho omítnutí a vybarvení bylo provedeno koncem 80. let 20. století a dokončeno v roce 1992–1993. Financování zajistil Schmid z příspěvku od státu a ze sbírek. Oprava byla rozvržena do několika etap, kdy fasáda kostela byla provedena v barvě růžové a bílé, věž kostela byla hrubě omítnuta barvou přírodně bílou. Dále byla provedena výměna okenic ve zvonici kostela, které byly nahrazeny hnědými žaluziemi.
Téměř rok před smrtí Hermanna Schmida v roce 1994 začal v čečelickém kostele s církevními obřady vypomáhat pozdější administrátor farnosti Leopold Paseka, který dojížděl z Řepína. Od 1. listopadu 1999 se pak Paseka stal v Čečelicích administrátorem excurrendo, a farnost začal duchovně spravovat z Nebužel.
Leopold Paseka se narodil 4. listopadu 1959 v Chomutově, bohosloví vystudoval na Cyrilometodějské bohoslovecké fakultě v Litoměřicích v roce 1986 a v témže roce byl 28. června vysvěcen Františkem kardinálem Tomáškem v katedrále sv. Víta v Praze na kněze. Působil pak jako kaplan v Chomutově a poté na řadě dalších míst v litoměřické diecézi. Vedle toho, že stal excurrendo administrátorem v Čečelicích se věnoval charitativní činnosti na Zakarpatské Ukrajině, i v africké Keni, kde v roce 2002 osobně navštívil potřebné lidi a předal jim humanitární pomoc. O svých misijních cestách po Nikaragui v roce 1999 pro veřejnost pak pořádal přednášky, ke kterým přidal i přednášky o své cestě po Izraeli v roce 1995. V Čečelicích i celém nebuželském farním obvodu se mu pak stala stěžejní práce s dětmi a mládeží při výuce náboženství. Od 1. ledna 2014 se zároveň stal okrskovým vikářem mladoboleslavského vikariátu.

### Duchovní správcové vedoucí farnost
Začátek působnosti jmenovaného v duchovní správě farnosti od:
- Albertus
- 1364   Albertus, † 1375
- 1375   Dionysius, † 1391
- 1392   Hartung O.T., † 1396
- 1396   Nicolaus
- 1408   Petrus
- Nicolaus, † 1434
- 1434   Joannes
- 1650   Samuel von Pilsenberg (Samuel z Pilsenburgu[3])
- Joannes (Ivan OFM Cap.[3])
- 1660   Anastasius OFM Cap. (Anastazius OFM Cap.[3])
- 1671   Housenka admin. z Liblic
- 1721   Prokop (Procopius[4]) Spanner, admin.
- 1722   Václav (Wenceslaus[4]) Pauder, admin.
- 1726   Tomáš (Thomas[4]) Kraus, admin.
- Jan (Joannes[4]) Hertsch, admin., 6 let a 6 měsíců
- Karel (Carolus[4]) Faber, admin.
- Jan Hoblic (Joannes Noblic[4]), admin.
- 1743   František (Franciscus[4]) Salač, admin.
- 1759   Antonín Týc (Antonius Tietz[4]), admin.
- 1765   Jiří Jandoušek (Georgius Jandauschek[4])), admin.
- 1774   Václav Čapek (Wencesl. Czapek[4]), admin., † 1. 1. 1788
- 1788   Jiří Nechyba (Georg. Nechiba[4]), admin.
- 1789   Jan Stránský (Jacob. Stransky[4]), admin., n. 7. 7. 1747 Rožmitál, o. 1771, † 30. 11. 1820
- 1794   par. vacat
- 1795   Antonín Turnovský (Anton. Turnowsky[4]), n. 19. 10. 1751 Horažďovice, o. 23. 6. 1778, † 28. 3. 1833[4])
- 1832   proto-par. (1. farář) Josef Vincenc Aust, n. 4. 6. 1802 Mělník, o. 4. 9. 1826
- 1848   Jan Teodor Vorš (Joann. Worsch[4]), n. 19. 12. 1801 Alberic., o. 4. 9. 1827, † 12. 5. 1872
- 1872   Petr Strnad, n. 2. 5. 1822 Boskov, o. 25. 7. 1846, † 25. 11. 1889
  - 1889–1890 zastupovali Jan Kopa z Dolního Slivna a pater Růžička
- 1890   Václav Zborník, n. 28. 9. 1844 Slavětice, o. 16. 7. 1871, † 3. 7. 1903
- 1904   Ludvík Seyvalter, n. 10. 6. 1857 Brandýs n. L., o. 24. 8. 1882, † 26. 12. 1918
- 1914   František Šimůnek, n. 30. 5. 1851 Studenec., o. 18. 6. 1875, † 27. 10. 1916
- 1917   par. vacat, adm. interc. Jos. Lidinský, n. 9. 12. 1882, o. 14. 6. 1907
- 1918   Pavel Mudroch, n. 10. 10. 1868 Bratronice, o. 30. 9. 1894
- 1928   Karel Kytýr, n. 15. 4. 1879 Jankov, o. 15. 6. 1915, † 25. 1. 1960
- 7. 8. 1953 František Vaněk, admin. z Všetat (ve 21. stol. farnost Stará Boleslav)
- 1. 11. 1954 Hermann Schmid, farář
- 1. 1. 1995 Leopold Paseka
- 1. 7. 1999 Peter Kothaj
- 1. 11. 1999 Leopold Paseka, admin. exc. z Nebužel[4]

Kromě kněží stojících v čele farnosti, působili ve farnosti v průběhu její historie i jiní kněží. Většinou pracovali jako farní vikáři, kaplani, katecheté, výpomocní duchovní aj.

### Duchovní správa farního obvodu
Duchovní správou spadá farnost Čečelice do farní kolatury (obvodu) Nebužely. Tato kolatura vznikla 15. listopadu 1993, kdy tři samostatné farnosti Nebužely, Řepín a Liblice vytvořily samostatný farní obvod. V roce 1955 se k tomuto obvodu přidružila i farnost Čečelice. Tento stav trval do 1. května 2004, kdy přibyla farnost Chorušice a od 1. dubna 2005 farnost Dolní Slivno. Farní obvod dohromady tvoří 30 osad a obcí a duchovní správu vykonává farář z Nebužel.

## Území farnosti
Do farnosti náleží území obce:
- Čečelice (něm. Tschetschelitz)
- Kojovice

## Římskokatolické sakrální stavby a místa kultu na území farnosti
| | Fotografie | Stavba           | Místo    | Bohoslužby                      | Zeměpisné souřadnice                            | Status                     | Číslo kulturní památky                       |
| Kostel | Kostel     | Kostel           | Kostel   | Kostel                          | Kostel                                          | Kostel                     | Kostel                                       |
| --- | ---------- | ---------------- | -------- | ------------------------------- | ----------------------------------------------- | -------------------------- | -------------------------------------------- |
| 1. |            | Kostel sv. Havla | Čečelice | bližší informace o bohoslužbách | 50°17′38″ s. š., 14°37′8″ v. d.                 | farní kostel               | 15827/2-1294 (Pk•MIS•Sez•Obr•WD) (Q24237160) |
| Fara |            |                  |          |                                 |                                                 |                            |                                              |
| 2. |            | Fara             | Čečelice | —                               | Školní 60 50°17′40″ s. š., 14°37′9″ v. d.       | bývalé sídlo farního úřadu | 15827/2-1294 (Pk•MIS•Sez•Obr•WD) (Q31876951) |
| Venkovní kříže |            |                  |          |                                 |                                                 |                            |                                              |
| 3. |            | Kříž             | Čečelice | —                               | náves u kostela 50°17′39″ s. š., 14°37′7″ v. d. | krucifix                   | —                                            |
| 4. |            | Kříž             | Čečelice | —                               | křížek východně od silnice z Byšic              | kříž                       | —                                            |
| Některé drobné sakrální stavby a pamětihodnosti lze dohledat zde v databázi Drobné sakrální památky Zaniklé sakrální stavby lze dohledat zde v databázi Poškozené a zničené kostely, kaple a synagogy v České republice |            |                  |          |                                 |                                                 |                            |                                              |

Ve farnosti se mohou nacházet i další drobné sakrální stavby, místa římskokatolického kultu a pamětihodnosti, které neobsahuje tato tabulka.